# Baroque Bordello
Baroque Bordello est un groupe de cold wave français. Leur activité ne dure que sept ans, entre 1981 et 1988.

## Biographie
La chanteuse Catherine « Weena » Truscelli et le guitariste Alain Frappier fondent Baroque Bordello en 1981, avec le batteur Gilles « Prad » Pradinas et le bassiste Gilles « Pewal » Bourges. Leurs principales influences sont anglo-saxonnes et vont de Patti Smith à Joy Division en passant par The Stranglers dont un des titres leur inspire leur nom,. Le premier EP trois titres de Baroque Bordello, produit par Lol Tolhurst de The Cure, sort en 1984 sur le label Alg Records. Le groupe réalise par la suite deux albums, l'un (Via) sur le label Contorsion, l'autre (Paranoiac Songs) sur le label Garage Records. Un dernier 45 tours enregistré sous le nom de Baroque paraît sur le label Polydor en 1988.
Au fil des années plusieurs musiciens ont rejoint Catherine Truscelli et Alain Frappier au sein de Baroque Bordello. Après 1984, la section rythmique est modifiée. Viendront successivement le bassiste Patrick Griffiths, ex-23 Skidoo, le batteur Michael Rushton, futur membre des Innocents, ainsi que Pascale Meunier aux claviers, et enfin, en 1986, Patrick Lambert (ex-Too Much), à la batterie. Baroque Bordello joue sur les scènes de l'époque : au Palace avec les Belles Stars, à l'Eldorado, en 1984, avec les Psychedelic Furs, ou encore au Festival de Mont-de-Marsan de 1985, avec Killing Joke et Siouxsie and the Banshees. En 1986, ils reprennent le morceau See Emily Play de Syd Barrett sur la compilation Garage 1966-1970, publiée par Garage Records.
Après la séparation du groupe, Michael Rushton rejoint Les Innocents en 1989. Patrick Griffiths deviendra membre de Angelfish Decay et de InRed. En 2004 sort la compilation posthume 83-86 qui comprend 16 titres inédits et est limité à 500 exemplaires.

## Style musical
Le style musical de Baroque Bordello doit beaucoup aux arrangements trouvés par le groupe en répétitions ou en studio. Cependant, l'essentiel des compositions sont le fait d'Alain Frappier et de Pat Griffiths. Les paroles sont écrites en français, en anglais, voire en allemand et même en arabe, par la chanteuse Weena. Bien que cela ne se retrouve guère dans ses enregistrements discographiques, les prestations scéniques du groupe sont plutôt échevelées et agressives.

## Discographie

### Singles et EP
- 1984 : Today (maxi 45 tours, Alg Records)

### Albums et compilations
- 1985 : Via (mini-album 7 titres, Contorsion)
- 1986 : Paranoïac Songs (album 10 titres, Garage Records)
- 1986 : Garage 1966-1970 (Garage Records, album 11 titres. Baroque Bordello y interprète See Emily Play, de Syd Barrett)
- 2004 : 83-86 (compilation 19 titres + Regards, Infrastition)
- 2005 : Via / Paranoïac Songs, Garage_Sessions#3 (CD compilation 17 titres, Garage Records)